# Dai heiwa kinen tō
La Dai heiwa kinen tō (大平和祈念塔, Dai heiwa kinen tō) est une tour cénotaphe située à Tondabayashi (préfecture d'Osaka) au Japon.
Elle mesure 180 m de haut et est entièrement blanche. Elle a été construite pour l’Église de la liberté parfaite en août 1970. Sa forme rappelle vaguement celle d'un doigt et symbolise l’unicité de la vérité.
Son nom officiel complet 超宗派万国戦争犠牲者慰霊大平和祈念塔 (Chōshūha bankoku sensō giseisha irei dai heiwa kinen tō) signifie littéralement « Grande tour cénotaphe pour prier pour les victimes internationales de la guerre sans souci des appartenances religieuses ».
Le cénotaphe est destiné aux âmes de toutes les victimes des guerres de l'Histoire quels que soient leurs races, groupes ethniques, états, indépendamment des frontières, régions, religions, appellations religieuses et croyances. Il sert aussi de tombe pour les victimes de guerre non identifiées.
Une cérémonie funéraire, pendant laquelle les participants prient pour la paix dans le monde, y est organisée chaque année le 1er août.